# 加川潤
加川 潤（かがわ じゅん、1963年〈昭和38年〉12月5日 - ）は、東日本放送(khb)のアナウンサー。

## 経歴
神奈川県横浜市出身。日本大学文理学部卒業、スポーツ新聞社勤務を経て1992年にKHB入社。Jリーグ・ベガルタ仙台、高校野球等のスポーツ中継を中心に活動中。ベガルタ取材はブランメル仙台発足から行っており、在仙アナウンサーの中で最長の担当歴である。現在はアナウンス部副部長。
また、東日本放送のキャラクター「ぐりり」のアニメ（「飛び出せ！ぐりりの大冒険」。東日本放送でDVDとして発売中）では、脇役の「よしださん」の声を担当している。

## 現在の出演番組
- もえスポ
- チャージ!　(スポーツキャスター)
- スポーツ中継（Jリーグ・高校野球など）
- KHBニュース

## 過去の出演番組
- KHBステーションEYE スポーツコーナー担当[1]
- KHBスーパーベースボール（2005年のみ）
- たかしもだ国技場（Date fm元旦恒例の特番）2010年に電話出演。
- スーパーJチャンネルみやぎ「ばっちり！ベガルタ」コーナー